# 八王沟墓群
八王沟墓群，位于中国河北省承德市平泉市北五十家子镇八王沟。1982年7月23日，公布时间为河北省文物保护单位，类型为古墓葬。
在北五十家子镇下属的头道营子村有辽景宗长女秦晋国大长公主墓，是八王沟墓群项目之一。根据公主的墓志，此地是其丈夫萧继先家族的祖坟:403。